# Juris Kalniņš
Juris Kalniņš (ur. 8 marca 1938, zm. 9 lutego 2010) – łotewski koszykarz. W barwach ZSRR srebrny medalista olimpijski z Tokio.
Występował na pozycji rzucającego obrońcy i niskiego skrzydłowego. W karierze był związany m.in. z klubami ASK i VEF Ryga. Z reprezentacją ZSRR sięgał po srebro igrzysk olimpijskich w 1964 oraz był mistrzem Europy w 1963 i brązowym medalistą mistrzostw świata w tym samym roku).